# Kerbulaq Aūdany
Kerbulaq Aūdany är ett distrikt i Kazakstan.   Det ligger i oblystet Almaty, i den sydöstra delen av landet, 900 km sydost om huvudstaden Astana.